# مات هولت
مات هولت (بالإنجليزية: Matt Holt)‏ هو مغني أمريكي، ولد في 28 مايو 1977 في غايثرسبيرغ في الولايات المتحدة، وتوفي في 15 أبريل 2017 في فريدريك في الولايات المتحدة.